# 枫木镇
枫木镇，是中华人民共和国海南省屯昌县下辖的一个乡镇级行政单位。

## 行政区划
枫木镇下辖以下地区：
枫木社区、南挽村、岭仔村、石岭坡村、市坡村、大葵村、山头村、罗案村、双生岭村和琼凯村。